# پیز کواتروالز
پیز کواتروالز (به لاتین: Piz Quattervals) یک کوه در سوئیس است که در کانتون گراوبوندن واقع شده‌است. پیز کواتروالز ۳٬۱۶۵ متر بالاتر از سطح دریا واقع شده‌است.